# Mausolée d'Émèse

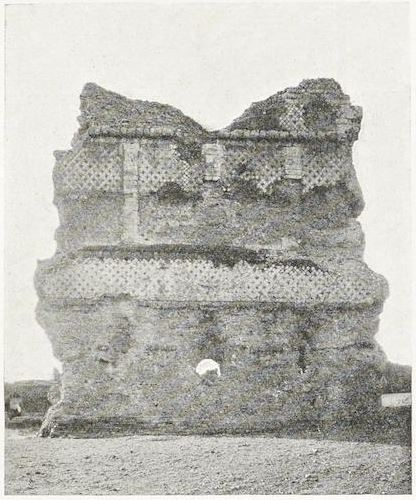
Le mausolée d'Émèse tel qu'il a été photographié par Heinrich Kohl et Carl Watzinger en 1907.

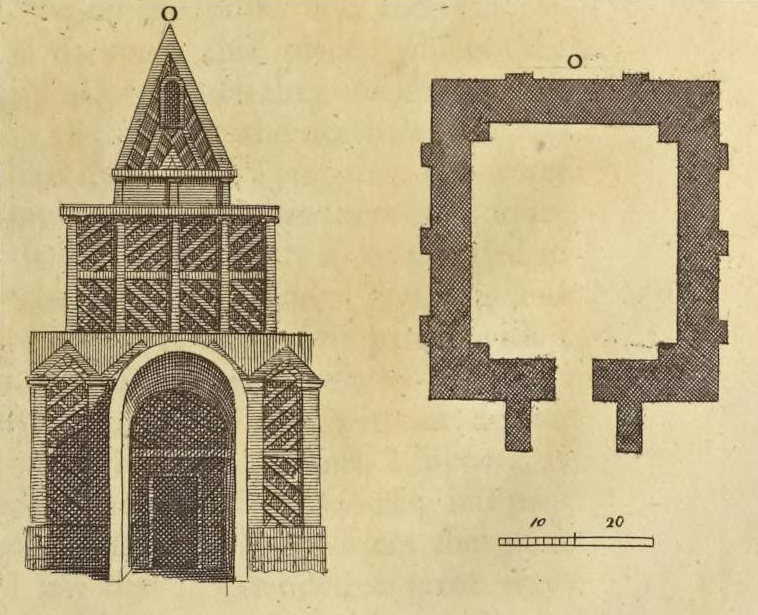
Dessin de Richard Pococke, publié en 1745, montrant un plan et une vue du monument.

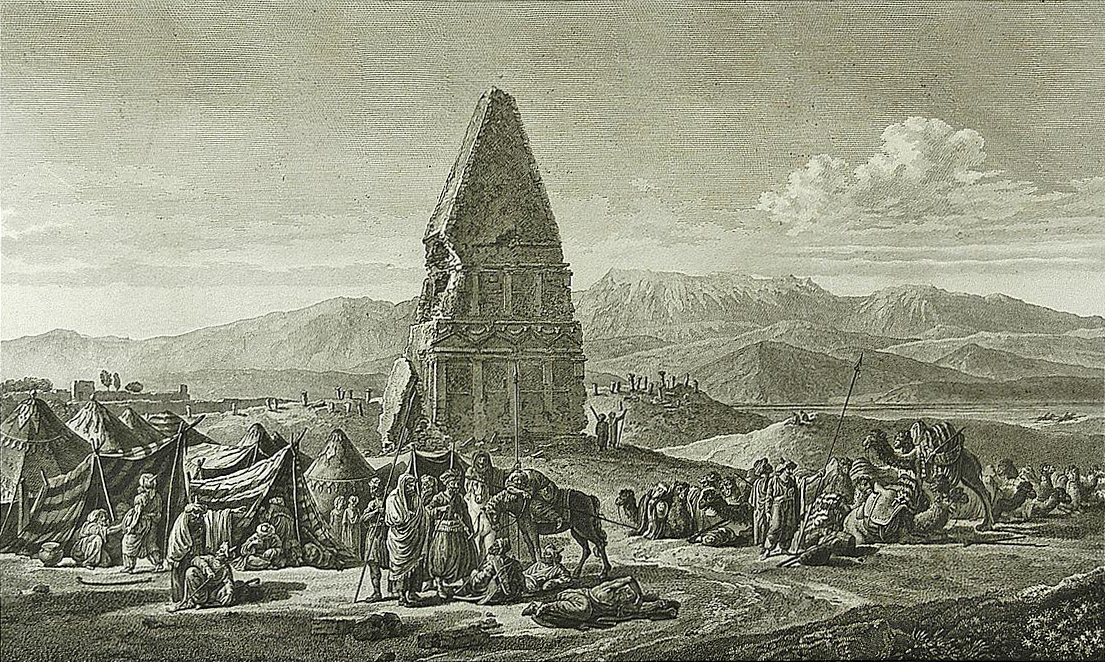
Dessin de Louis-François Cassas gravé par Baquoy montrant le « cœnotaphe de Caius Cæsar » au XVIIIe siècle.

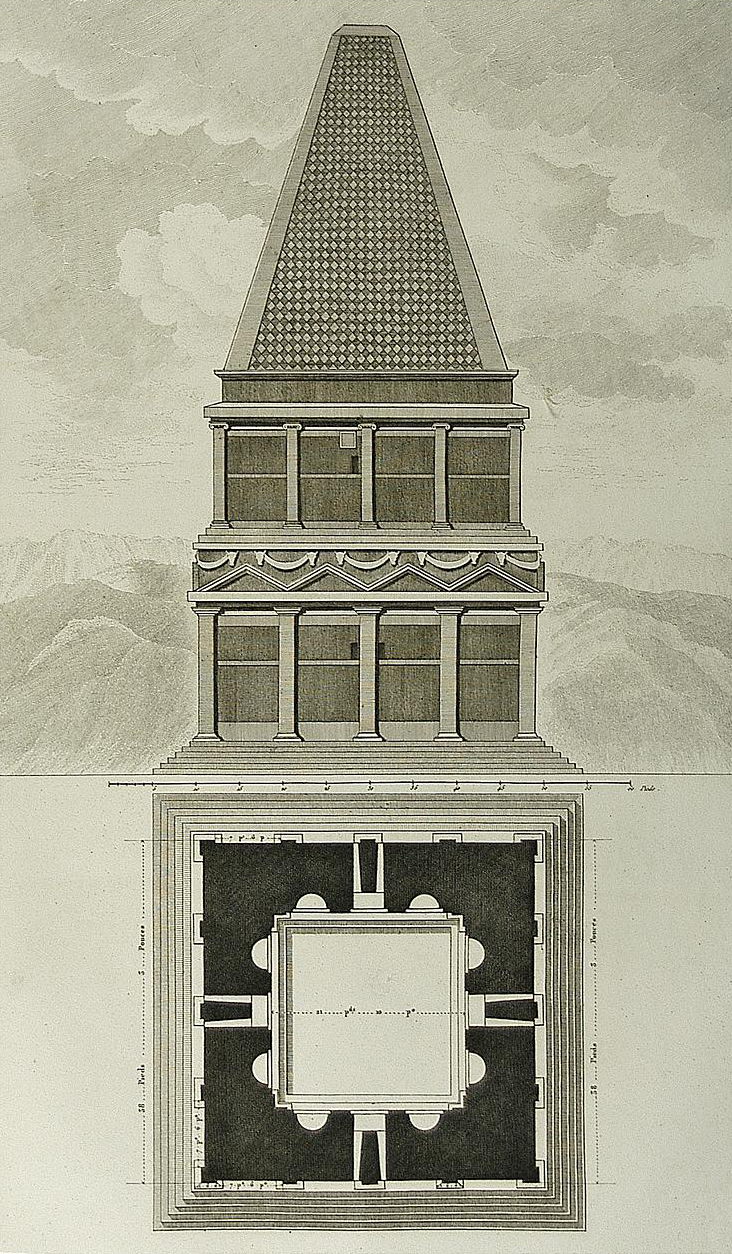
Dessin de Louis-François Cassas gravé par Ransonnette montrant le plan et l'élévation du « cœnotaphe » au XVIIIe siècle.

Le mausolée d'Émèse est un des noms donnés à un monument qui se trouvait encore au XVIIIe siècle « à 400 pas de la ville [de Homs, en Syrie], en tirant du côté de l'ouest ». Ses restes furent détruits à la dynamite vers 1911, pour faire place à un dépôt de pétrole. Il était, d'après Pierre Belon (en orthographe modernisée), « inscrit des lettres grecques d'une épitaphe de Caius Cæsar » — ce qui pourrait avoir fait de lui un cénotaphe de Caius Julius Caesar Vipsanianus — mais l'affirmation de Pierre Belon est certainement erronée selon certains auteurs (voir infra).

## Histoire
Dans l'inscription dont Pierre Belon avait fait mention, Pietro Della Valle trouva « un ΓΑΙΩ ΙΟΥΛΙΩ, mais non pas Caesar ». Selon Richard Pococke, qui fit le premier dessin sommaire du mausolée, l'inscription « commence dans [le côté] qui eſt à l'orient par le mot ΓΑΙΟϹ ». William Henry Waddington a reproduit une inscription grecque « qu'on affirme avoir appartenu au monument » et une copie de celle-ci par le docteur Skender Effendi (reproduites ci-après avec les caractères Ε, Ξ et Ω) :
ΓΑΙΟϹΙΟΥΛΙΟϹ
ΦΑΒΙΑϹΑΜϹΙΓΕ
ΡΑΜΟϹΟΚΑΙϹΕΙΛ
ΑϹΓΑΙΟΥΙΟΥΛΙΟΥ
ΑΛΕΞΙΩΝΟϹΥΙΟϹ
ΖΩΝΕΠΟΙΗϹΕΝ
ΑΥΤΩΚΑΙΤΟΙϹΙΛ
  ΟΙϹΕΤΟΥϹϞΤ
Γάϊος Ἰούλιος, Φαβίᾳ, Σαμσιγέραμος ὁ καὶ Σεί[λ]ας, Γαΐου Ἰουλίου Ἀλεξίωνος υἱός, ζῶν ἐποίησεν [ἑ]αυτῷ καὶ τοῖς ἰ[δί]οις, ἔτους ϟτʹ
Carlos Chad a donné la traduction suivante de l'inscription reconstituée par William Henry Waddington : « Caius Julius Sampsigéram, de la tribu Fabia, dit Seilas, fils de Caius Julius Alexion, a construit de son vivant ce tombeau, pour lui-même et les siens, l'an 390 [des Séleucides] », c'est-à-dire en « 78-79 de notre ère ».
Selon Fergus Millar, le constructeur du mausolée pourrait être apparenté à la dynastie des Sampsigéramides ; selon Carlos Chad, Caius Julius Alexion pourrait avoir été « le chaînon manquant » entre le dernier roi d'Émèse, Sohème, de cette dynastie, et le constructeur du mausolée, « dont la citoyenneté romaine, attestée par ses tria nomina, milite fortement en faveur de son appartenance à la famille royale », d'après Maurice Sartre. « Or aucune allusion n'est faite à cette parenté royale, ce qui s'explique au mieux si la dynastie a été privée de son royaume peu auparavant », et celui-ci annexé, très probablement entre 72 et la date de la construction du mausolée, à la province de Syrie.

## Architecture
Le mausolée fut conçu — « fait rarissime en Orient » — en opus reticulatum « suivant une technique de construction purement romaine utilisant le béton », ce qui « nécessita certainement l'intervention d'ouvriers d'origine italienne ou ayant reçu une formation spécifique ».

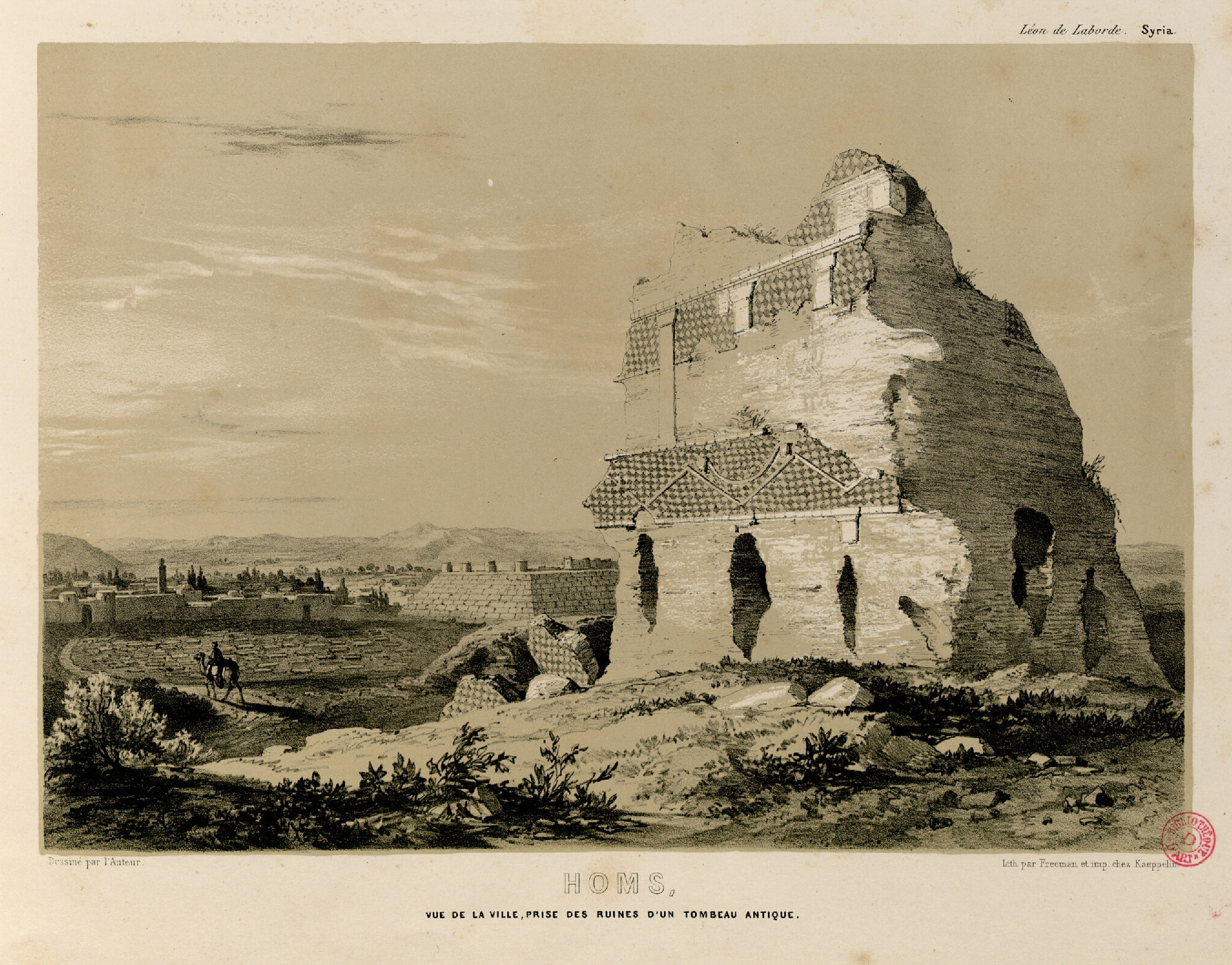
Dessin de Léon de Laborde lithographié et publié en 1837.
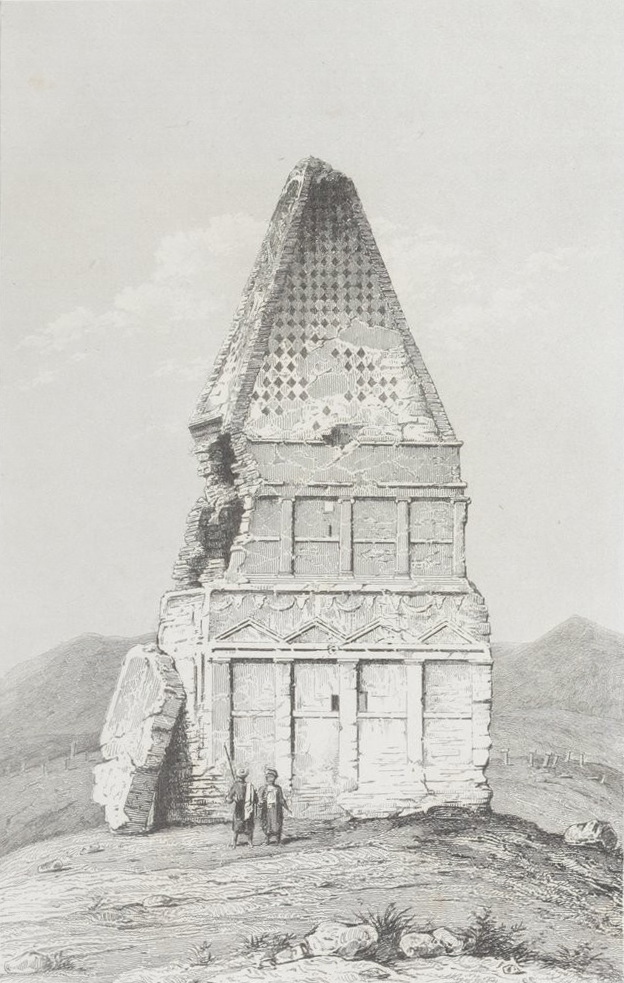
Gravure publiée en 1865 (direxit Lemaitre), vraisemblablement inspirée du dessin de Louis-François Cassas.